# 雨宮眞也
雨宮 眞也（あめみや まさや、1935年1月7日 - 2022年3月18日）は、日本の弁護士、法学者。駒澤大学名誉教授。同大学学長、中国遼寧大学名誉教授など歴任。

## 来歴
山梨市出身。1953年、山梨県立日川高等学校卒業。同年山梨中央銀行入行。1956年 中央大学法学部法律学科に入学。在学中の1959年に司法試験合格。1960年、中央大学卒業。1962年、弁護士登録（東京弁護士会14期）。
1969年、駒澤大学法学部講師。助教授を経て1974年、法学部教授に就任。
1983年、日本比較法研究所客員研究員。駒澤大学法学部長、1994より副学長。
1998年～2002年、駒澤大学学長。2001年から2009年まで日本ディスクロージャー研究学会会長。2003年、中国遼寧大学名誉教授。
2005年、駒澤大学名誉教授。2005年～2009年、山梨県立大学運営諮問会議委員。2006年、日中東北開発協会常任理事。
2007年～2010年、金融検定協会理事長・会長。その他、上場会社および公益法人、業界団体、国際団体学会などの監査役、理事ならびに法律顧問、山梨市観光大使を歴任。

## 弁護士事務所
1991年、小田久蔵弁護士（元東京地方裁判所裁判官商事部長、中央大学法学部教授。1991年没）の事務所を承継。雨宮眞也法律事務所所長（東京都中央区）。

## 著書
- 強制執行法・破産法 - 鳳舎 1970年
- 事例解説破産法 - 新日本法規出版  1988年
- 破産管財人の法律上の地位 - 片山博士追悼論集  1989年

他は『国立国会図書館 』を参照

### 論文
- CiNii

## 所属学会
- 日本民事訴訟法学会
- 日本経営ディスクロージャー研究学会
- 日本経営分析学会